# Малетабль
Малета́бль (фр. Malétable) — колишній муніципалітет у Франції, у регіоні Нормандія, департамент Орн. Населення — 102 осіб (2011).
Муніципалітет був розташований на відстані близько 130 км на захід від Парижа, 105 км на південний схід від Кана, 50 км на схід від Алансона.

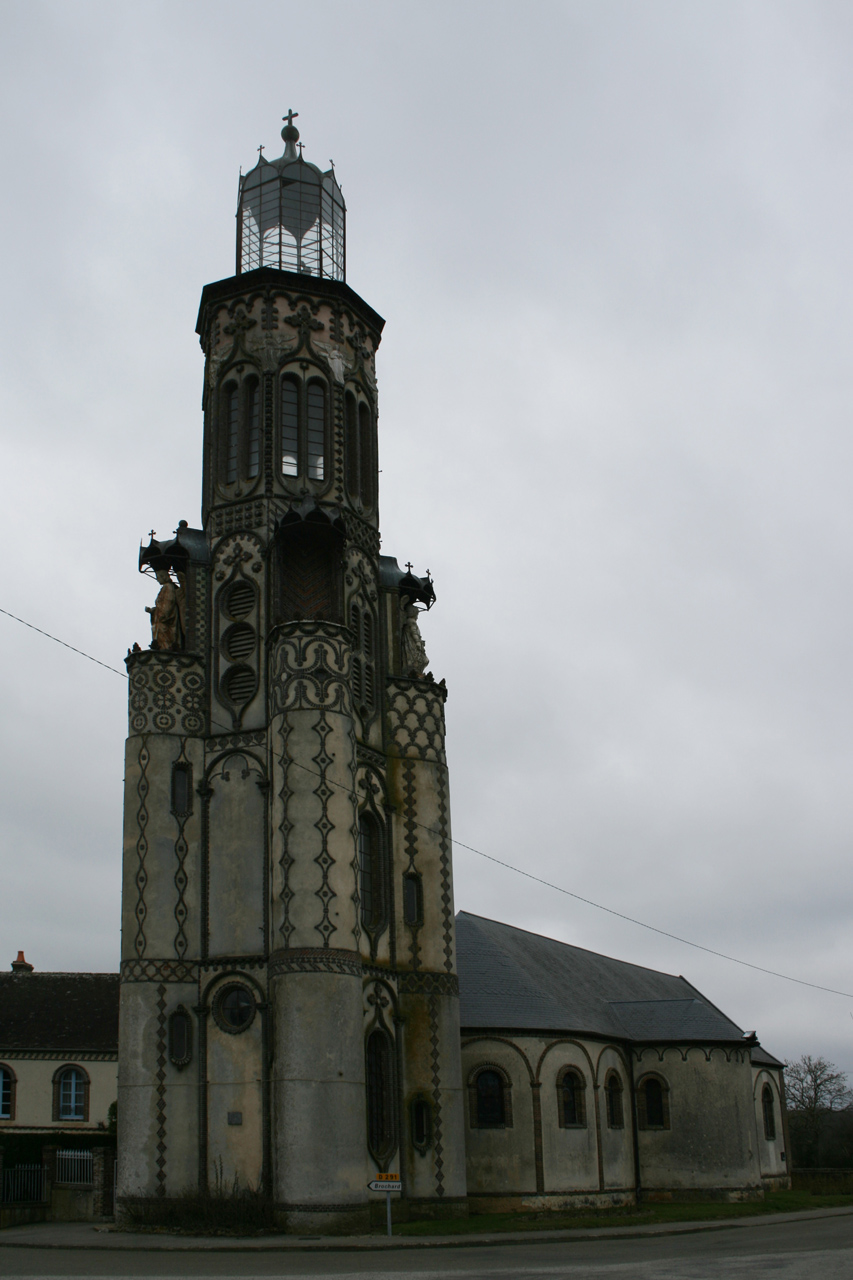

## Історія
До 2015 року муніципалітет перебував у складі регіону Нижня Нормандія. Від 1 січня 2016 року належав до нового об'єднаного регіону Нормандія.
1 січня 2016 року Малетабль, Ла-Ланд-сюр-Ер, Лонні-о-Перш, Маршенвіль, Монсо-о-Перш, Мулісан, Неї-сюр-Ер i Сен-Віктор-де-Рено було об'єднано в новий муніципалітет Лонні-ле-Віллаж.

## Демографія
Динаміка населення (Insee ):
Розподіл населення за віком та статтю (2006):
| Стать | Всього | До 15 років | 15-24 | 25-44 | 45-64 | 65-85 | Понад 85 |
| --- | ------ | ----------- | ----- | ----- | ----- | ----- | -------- |
| Чоловіки | 40     | 0           | 4     | 8     | 20    | 4     | 4        |
| Жінки | 68     | 12          | 4     | 8     | 28    | 16    | 0        |
| \| Статево-вікова піраміда \| Статево-вікова піраміда \| Статево-вікова піраміда \| \| ----------------------- \| ----------------------- \| ----------------------- \| \| Чоловіки \| Вік \| Жінки \| \| 4 \| 85 + \| 0 \| \| 0 \| 80-84 \| 8 \| \| 0 \| 75-79 \| 4 \| \| 0 \| 70-74 \| 0 \| \| 4 \| 65-69 \| 4 \| \| 0 \| 60-64 \| 8 \| \| 4 \| 55-59 \| 8 \| \| 4 \| 50-54 \| 4 \| \| 12 \| 45-49 \| 8 \| \| 0 \| 40-44 \| 4 \| \| 0 \| 35-39 \| 0 \| \| 0 \| 30-34 \| 4 \| \| 8 \| 25-29 \| 0 \| \| 0 \| 20-24 \| 4 \| \| 4 \| 15-20 \| 0 \| \| 0 \| 10-14 \| 4 \| \| 0 \| 5-9 \| 0 \| \| 0 \| 0-4 \| 8 \| |        |             |       |       |       |       |          |
| Статево-вікова піраміда |        |             |       |       |       |       |          |
| Чоловіки | Вік    | Жінки       |       |       |       |       |          |
| 4 | 85 +   | 0           |       |       |       |       |          |
| 0 | 80-84  | 8           |       |       |       |       |          |
| 0 | 75-79  | 4           |       |       |       |       |          |
| 0 | 70-74  | 0           |       |       |       |       |          |
| 4 | 65-69  | 4           |       |       |       |       |          |
| 0 | 60-64  | 8           |       |       |       |       |          |
| 4 | 55-59  | 8           |       |       |       |       |          |
| 4 | 50-54  | 4           |       |       |       |       |          |
| 12 | 45-49  | 8           |       |       |       |       |          |
| 0 | 40-44  | 4           |       |       |       |       |          |
| 0 | 35-39  | 0           |       |       |       |       |          |
| 0 | 30-34  | 4           |       |       |       |       |          |
| 8 | 25-29  | 0           |       |       |       |       |          |
| 0 | 20-24  | 4           |       |       |       |       |          |
| 4 | 15-20  | 0           |       |       |       |       |          |
| 0 | 10-14  | 4           |       |       |       |       |          |
| 0 | 5-9    | 0           |       |       |       |       |          |
| 0 | 0-4    | 8           |       |       |       |       |          |

## Економіка
2010 року серед 64 осіб працездатного віку (15—64 років) 42 були активними, 22 — неактивними (показник активності 65,6%, у 1999 році було 73,5%). З 42 активних мешканців працювали 42 особи (21 чоловік та 21 жінка), безробітними було 0 (0 чоловіків та 0 жінок). Серед 22 неактивних 1 особа була учнем чи студентом, 12 — пенсіонерами, 9 були неактивними з інших причин.

У 2010 році в муніципалітеті числилось 48 оподаткованих домогосподарств, у яких проживали 101,5 особи, медіана доходів виносила 15 786 євро на одного особоспоживача